# Т-84
Т-84 (Об'єкт 478ДУ9; також БМ «Оплот» зразка 1999 року)[⇨] — український основний бойовий танк, створений у 1990-ті роки на основі Т-80УД. Розробку танка здійснювало ХКБМ, розробку двигуна — ХКБД, а виробництвом займався Завод імені Малишева.
Розробка танка тривала з 1993 року, вона пройшла через низку дослідних об'єктів, а 2000 року фінальний варіант «Об'єкт 478ДУ9» прийняли на озброєння ЗСУ під назвою БМ «Оплот». Втім, через брак коштів виготовили всього 10 одиниць: із них 4 невдовзі продали до США, а решту пізніше поставили на зберігання. Танки знову надійшли до підрозділів 2018 року та взяли участь у бойових діях повномасштабного російського вторгнення 2022 року. Танк також брав участь у низці експортних тендерів, однак не переміг у жодному.
Т-84 зберіг типові риси радянської школи танкобудування: невеликі маса та розміри завдяки механізму заряджання, 125-мм гладкоствольна гармата / пускова установка й динамічний захист. Однак отримав і низку покращень у порівнянні з Т-80УД: низка російських складників замінені на українські, танк має зварно-катану башту, двигун 6ТД-2 потужністю 1200 к.с. з сучасною трансмісією, динамічний захист «Ніж», комплекс оптико-електронного придушення «Варта», допоміжну силову установку, прицільні засоби тощо.
На основі Т-84 створили дослідний Т-84-120 «Ятаган» зі 120-мм гарматою та новітній «Оплот-М», прийнятий на озброєння ЗСУ 2009 року.

## Назва
Назва «Т-84» виникла ще за СРСР. Вона продовжує традицію найменування харківських танків: Т-34, Т-44, Т-54, Т-64, Т-74, Т-84. Початково її планували дати Т-80УД при його прийнятті на озброєння, однак вище партійне керівництво вирішило не створювати ще одне найменування основного бойового танка на озброєнні поряд з Т-64, Т-72 і Т-80.  Головний конструктор ХКБД Микола Рязанцев у спогадах стверджував, що наприкінці існування СРСР проводили роботи зі створення танка Т-84 з двигуном 6ТД-2.
Чіткої межі між Т-80УД і прототипами Т-84 немає, однак назву «Т-84» почали застосовувати до дослідних зразків ще на початку 1990-х, а 1995 під такою назвою показали прототип на IDEX-1995.
Існує плутанка щодо назви серійного танка з об'єктовим позначенням «478ДУ9», який прийняли на озброєння 2000 року під назвою БМ «Оплот» (не плутати з БМ «Оплот» зразка 2009 року). Джерела називають його різними назвами, в тому числі Т-84, Т-84У, Т-84 «Оплот», Т-80У «Оплот» тощо. На виставці IDEX-1999 танк було показано під назвою T-84M, її використовують і деякі дослідники, натомість на сайті ХКБМ станом на грудень 2015 року його називали Т-84У. В посібнику з експлуатації за 1998 рік танк називається БМ «Оплот», а в посібнику 2000 року — Т-84. Дослідник Андрій Тарасенко вважає, що з огляду на офіційні документи, цю модель коректно називати або Т-84, або БМ «Оплот» зразка 1999 року.

## Історія

### Т-80УД
Т-84 є прямим розвитком радянського Т-80УД, розробленого в Харківському конструкторському бюро машинобудування (ХКБМ) та виготовлюваного на заводі імені Малишева. Т-80УД, прийнятий на озброєння 1987 року, був результатом тривалої дискусії всередині СРСР. З одного боку, частина вищого керівництва СРСР на чолі з міністром оборони Дмитром Устиновим наполягала на запровадженні виробництва уніфікованого Т-80У з газотурбінним двигуном на всіх радянських заводах. З іншого боку, ХКБМ мав власні напрацювання щодо розвитку Т-64 з новим комплексом озброєння та сучасною комбінованою бронею, а ХКБД пропонував новітні дизельні двигуни 6ТД, майже рівноцінні газотурбінним за ходовими якостями, але значно економніші — і ці ініціативи теж знаходили обмежену підтримку серед керівництва
Таким чином, у серію на заводі імені Малишева замість Т-64 пішов компромісний танк Т-80УД з надійнішою та витривалішою ходовою родини Т-80, харківським дизельним двигуном 6ТД-1 потужністю 1000 к.с. (746 кВт), а також новітніми бронюванням та озброєнням Т-80У, розробленими на основі харківського ж «Об'єкта  476». Його виробництво тривало до розпаду СРСР та в незначній кількості в перші роки незалежності України Примітно, що в Україні цей танк не стояв на озброєнні[⇨] та не використовувався до 2022 року[⇨], тільки виготовлявся на експорт.

### Передумови
Постановою ЦК КПРС і Ради Міністрів СРСР № 837-249 від 2 вересня 1985 року, окрім серійного виробництва Т-80УД, було закладено розробку танка з 1200-сильним двигуном 6ТД-2. Створення двигуна було призначено до 1986 року, надання пропозиції щодо серійного виробництва — до 1987 Наприкінці існування СРСР розробили окремий варіант Т-80УД з цим двигуном, його приймання відбулось з квітня до листопада 1991 року, а в грудні 1991 було рекомендовано прийняття на озброєння. Головний конструктор ХКБД Микола Рязанцев у спогадах називав цей танк Т-84.
Також у 1984—1986 роках у ХКБМ розробляли зварно-катані башти, які мали стати легшими, міцнішими та дешевшими, але через уже налагоджене лиття башт цей проєкт розвитку не набув.

### Прототипи Т-84
Після здобуття Україною незалежності танкові підприємства опинились у скрутному становищі через брак фінансування та залежність від складників з Росії: в 1980-х близько 60—70 % складових частин для танків постачались із інших республік СРСР. Постановою Кабінету Міністрів України № 181-3 від 12 березня 1993 року Кабінет міністрів України постановив створення модернізованого танка Т-84 (шифр ДКР: «Керн»), заснованого на Т-80УД, але з максимально замкнутим в Україні виробничим циклом. За розробку Т-84 відповідав головний конструктор ХКБМ Михайло Борисюк

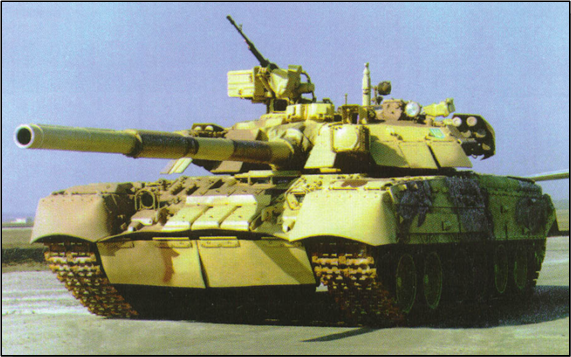
Один із прототипів Т-84

Перший дослідний зразок завершили в 1994, того ж року вирішили створити ще кілька машин. Один із прототипів було показано на IDEX-1995 під назвою «T-84 Supertank». Надалі танки брали участь у випробуваннях на підприємстві та армійських полігонах. Танк ще потребував значного доопрацювання через необхідність замінювати російські компоненти: так, гармату 2А46М-1 виготовляли Мотовилихинські заводи, гусениці виготовляли в Тихвіні, обгумування котків відбувалось у Свердловську (нині Єкатеринбург), а патент на динамічний захист «Контакт-5» отримав 1997 року НДІ Сталі.
Оригінальні радянські башти відливались у на «Азовмаші» в Маріуполі та на ОЗТМ в Омську, але ці підприємства більше не могли їх постачати: перше на той момент уже втратило технологічний процес і устаткування, а друге перебувало за кордоном і пропонувало свою продукцію задорого — тому в ХКБМ розробили власну зварно-катану башту. Розробка нових рішень для Т-84 відбувалась паралельно з розвитком експортних Т-80УД: так, частина Т-80УД, виготовлених для Пакистану впродовж 1997—1999 років вже містила напрацювання Т-84, в тому числі башту нової конструкції та гармату КБА-3. Таким чином, танки пакистанського контракту були проміжними моделями між радянськими Т-80УД й українськими Т-84.
Початкові плани, реалізовані на «Об'єкті 478Д», передбачали збереження компонування шасі Т-80УД, але з використанням котків і гусеничної стрічки за зразком Т-64. Легкі котки з внутрішньою амортизацією та відсутність гумового покриття внутрішньої поверхні гусениць економили близько 2 т. Від цих планів відмовились через ускладнення робіт і невдалі випробування дослідного зразка. 6ТД-2 мав проблеми з перегріванням, які поступово виправили, але це стало причиною відмови від перспективного 6ТД-3 потужністю 1500 к.с., оскільки не було можливості настільки форсований двигун охолоджувати.
На виставці IDEX-1995 в Абу-Дабі під назвою «T-84 Supertank» було показано першу машину зі зварно-катаною баштою, але вона ще не мала всіх нововведень, заданих для Т-84. Танк показав гарні динамічні якості, на рівних з російським Т-80У. Михайло Борисюк називав їх «танками-близнюками». Впродовж 1990-х було створено низку дослідних зразків і проєктів: «478ДУ», «ДУ1» та далі за зростанням індексів до «ДУ9», які відрізнялись встановленим на них обладнанням.
1997 року на ХКБД було розпочато роботи зі створення допоміжного електроагрегата ЕА-8 для забезпечення танка електроенергією за вимкненого основного двигуна.

### Т-84

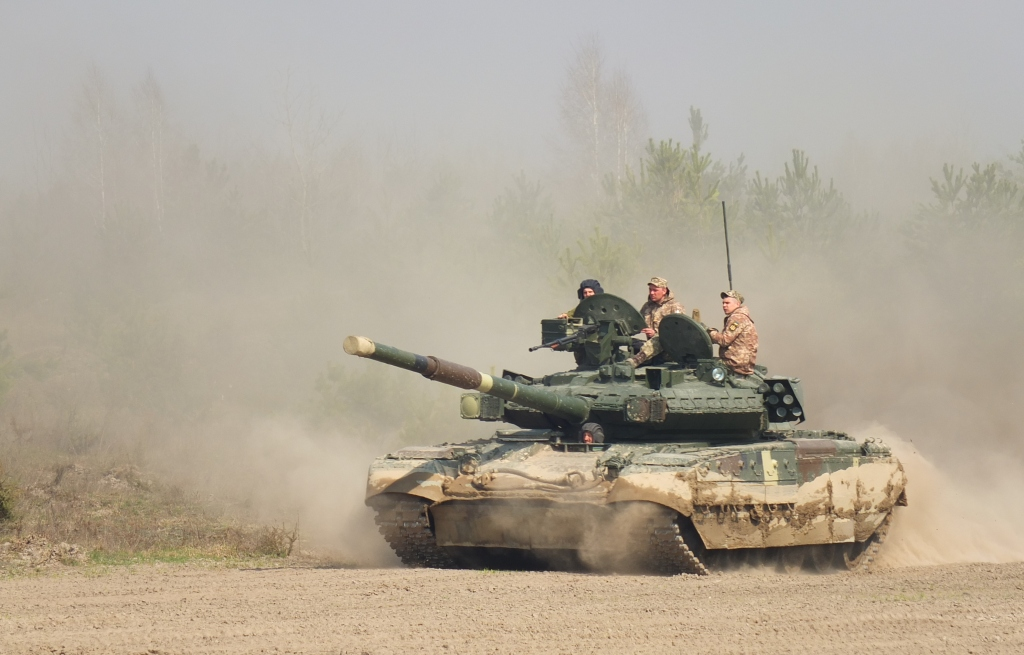
Т-84 «Оплот» («478ДУ9»)

Результатом роботи в Україні над дослідними зразками стало створення модернізованої версії з заміною російських складників на українські та введенням нових систем[⇨]. Його було показано на IDEX-1999 (де він був єдиним танком, що демонструвався в русі) та на грецькому тендері на початку 1999, за результатами якого танк отримав остаточні модифікації, в такому вигляді він з'явився на IDEX-2001.
Програма випробувань завершилась 1999 року, постановою № 237-5 від 8 лютого 2000 року Т-84У було прийнято на озброєння Збройних сил України як БМ «Оплот» (не плутати з БМ «Оплот» зразка 2009 року, також знаним як «Оплот-М»). За розробку цього танка було присуджено Державну премію України в галузі науки і техніки, лавреатами якої стали: Міністр оборони Олександр Кузьмук, Міністр промислової політики Василь Гуреєв, головний конструктор ХКБД Микола Рязанцев, головний інженер заводу імені Малишева Михайло Будьонний, працівники ХКБМ: головний конструктор Ігор Підвальний, заступники Юрій Бусяк і Володимир Кудров, генеральний директор «Фотоприлада» Анатолій Глущенко, заступник головного конструктора Харківського приладобудівного заводу В. Н. Башта, головний металург Сумського машинобудівного НПО Г. В. Палієнко.
Втім, через брак бюджетних коштів було закуплено тільки 10 одиниць, які армія отримала впродовж 2002—2003 років.

### Подальший розвиток
Для експорту в Туреччину було створено дослідний варіант Т-84 зі 120-мм гарматою та автоматом заряджання в баштовій ніші. Цей танк отримав позначення Т-84-120 або «Ятаган». У 2000 році танк проходив випробування, але програму закупівлі було заморожено через брак фінансування в Туреччині.
Найсучаснішим представником родини Т-84 став «Оплот-М», який отримав новітній динамічний захист «Ніж-2», панорамний приціл ПНК-6 та низку інших покращень. 2008 року танк пройшов випробування, а 2009 року надійшов на озброєння Збройних сил України як БМ «Оплот».

## Опис

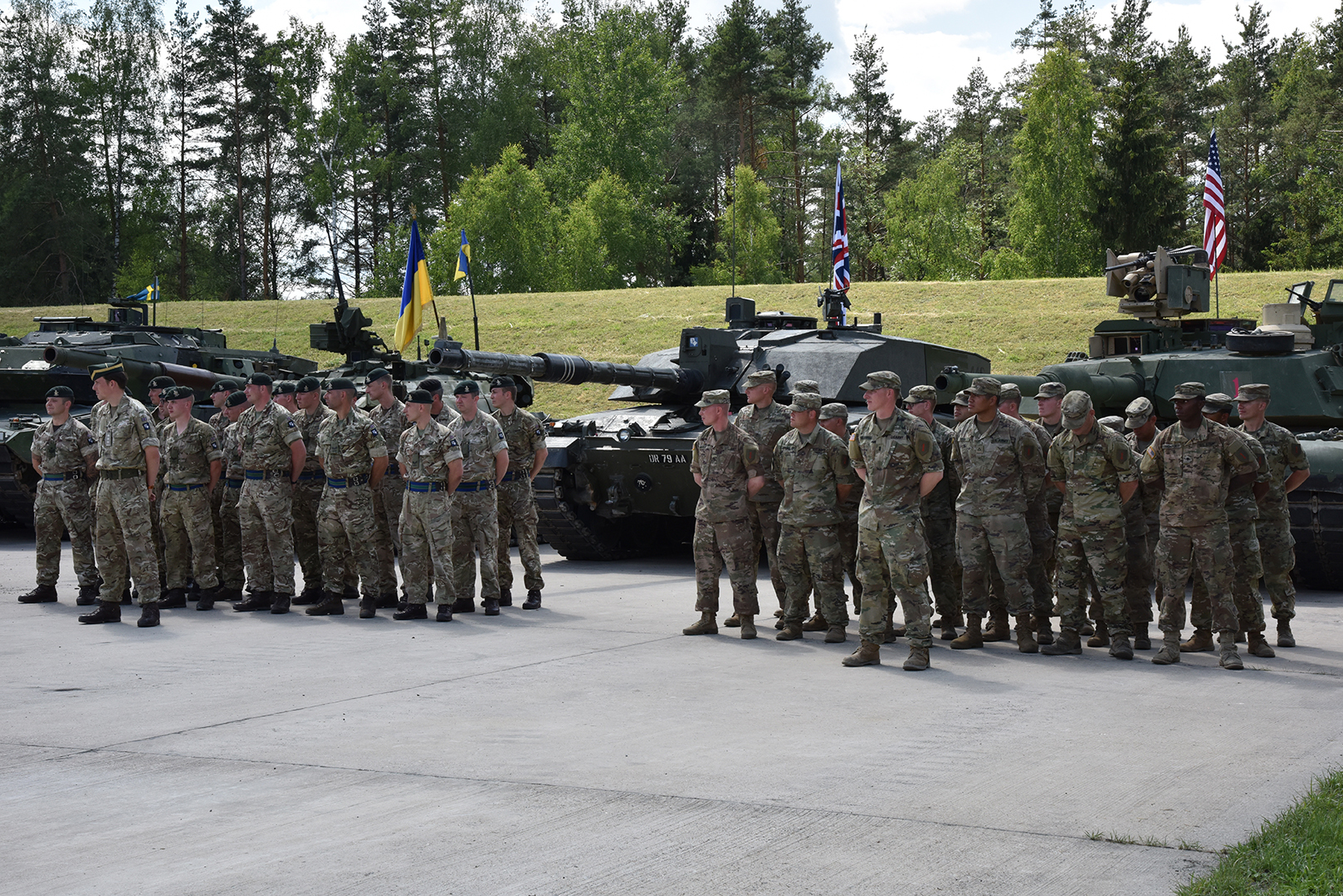
Зліва направо: Strv 122, Т-84, Challenger 2, M1 Abrams, для порівняння розміру.

Т-84 загалом має таке саме компонування, як і всі радянські танки, починаючи від Т-64: в передній частині розташоване відділення керування з робочим місцем механіка-водія, в середній частині бойове відділення з обертовою баштою, в якій перебувають командир і навідник; моторно-трансмісійне (силове) відділення розташоване в задній частині танка. Екіпаж складається з трьох осіб: механік-водій, навідник і командир. 

### Захист
Танк має комбіновану броню, динамічний та активний захист.

#### Пасивний захист

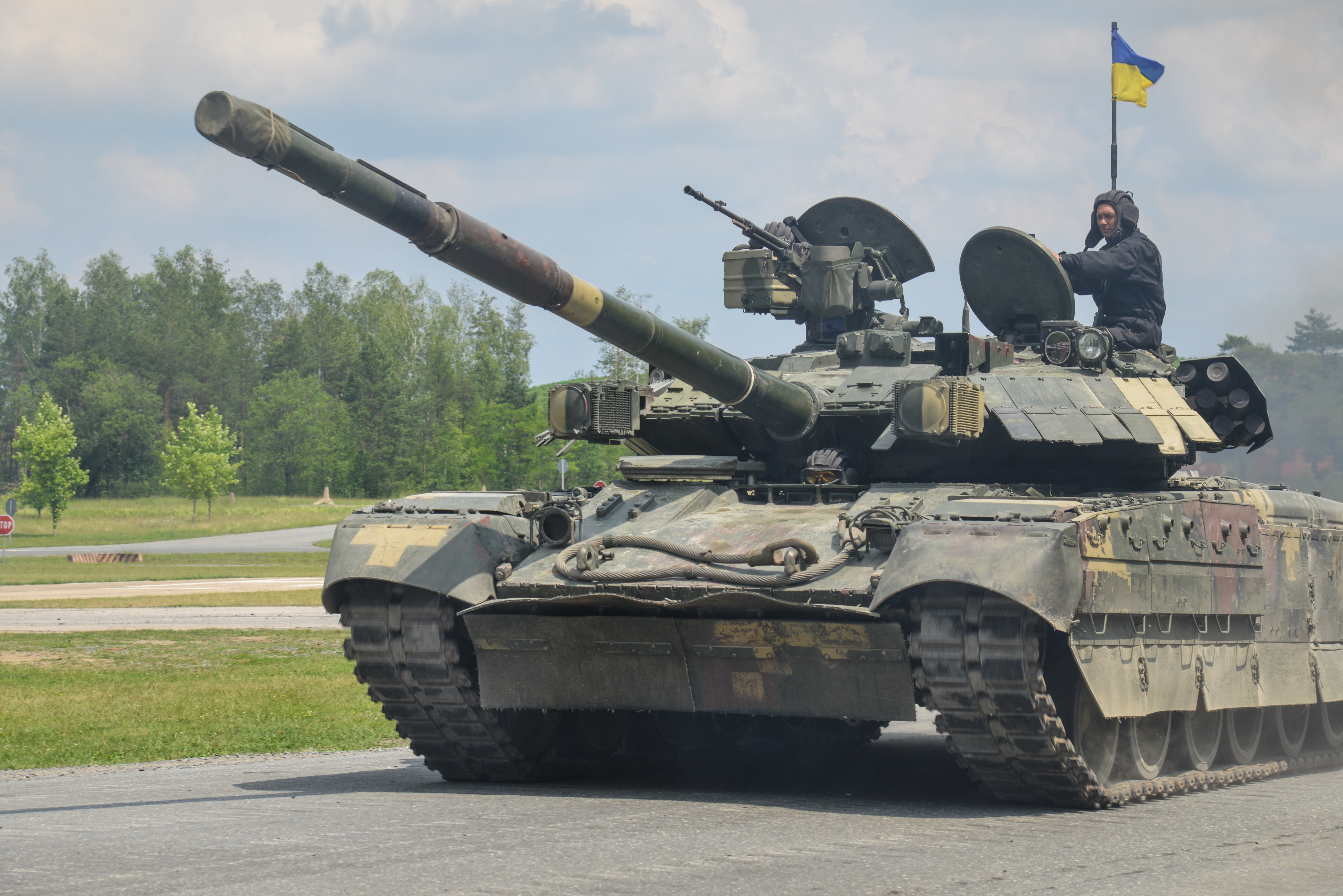
Детальний вид башти з опущеними екранами

Т-84 отримав нову башту розробки ХКБМ. На відміну від радянських литих башт, українські башти зварно-катані. Прокат зміцнював сталь і позбавляв її неоднорідності, що зробило нові башти міцнішими та легшими. Як і на пізніх радянських танках (Т-80У, Т-80УД), башта Т-84 має комбіновану лобову броню, що складається зі сталевих листів і комірчастого наповнювача. Крім того, захист башти є модульним: вона обладнана двома знімними лобовими броньовими панелями, які замінюються при ушкодженні або модернізації. Дах башти є цільноштампованим.
Будова корпусу загалом аналогічна Т-80УД, верхня лобова деталь є багатошаровою. На бортах корпусу встановлено гумові екрани.
Для посилення протирадіаційного захисту корпус і башта мають підбій з водневмісним полімером з додаванням літію, бору та свинцю.

#### Динамічний та активний захист
На передній частині корпусу та башти, а також на даху башти та передній частині бортових екранів, встановлено вбудований динамічний захист «Ніж», дія якого полягає у створенні кумулятивних струменів, що діють на кумулятивний струмінь, снаряд (в тому числі підкаліберний) або ударне ядро. Порівняно з «Контактом-5» на Т-80У та УД, «Ніж» значно ефективніший і потребує менше вибухівки, а тому його вплив на власну машину менший.
Крім пасивного та динамічного захисту, танк також обладнано комплексом оптико-електронного придушення (КОЕП) «Варта», аналогом радянської «Штори». Система має давачі лазерного опромінення на башті, що реагують на потрапляння на танк лазерних променів віддалемірів, цілевказників або високоточних боєприпасів з лазерним наведенням. У разі виявлення опромінення система може видавати хибний сигнал через два прожектори, встановлені на лобовій частині башти, або ставити димову завісу.

### Озброєння

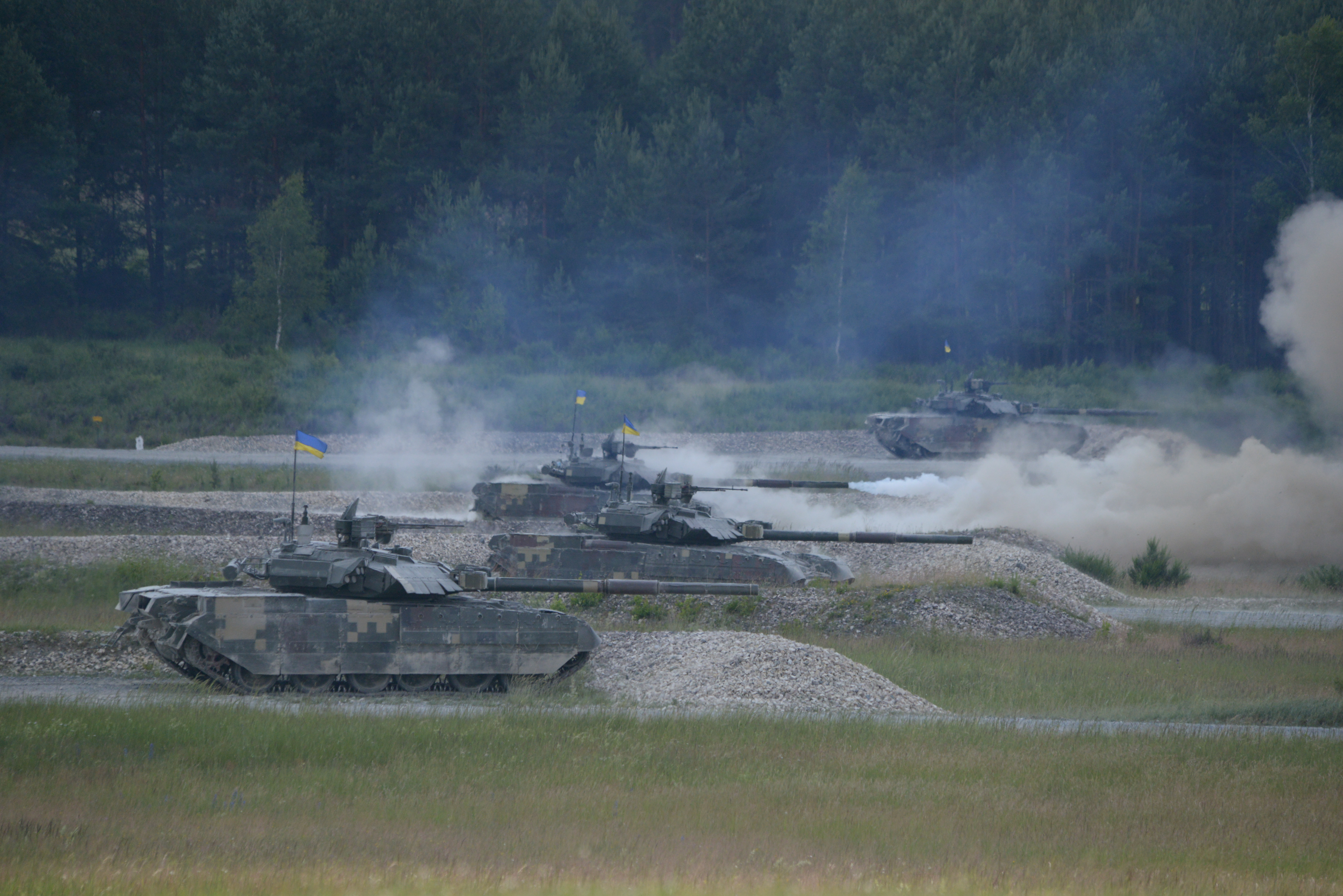
4 Т-84 на вогневому рубежі

Основним озброєнням є 125-мм гладкоствольна гармата КБА-3 українського виробництва, яка є аналогом радянської 2А46М-1, що заряджається механізмом заряджання (МЗ). Гармата стабілізована в горизонтальній і вертикальній площинах, обладнана ежектором, термокожухом і швидкознімним стволом, придатним до заміни без демонтажу гармати. Швидкість обертання башти становить до 40° на секунду.
Комплекс керованого озброєння — «Комбат», розроблений київським КБ «Луч». Ракета має тандемну бойову частину та наводиться за лазерним променем.
Боєкомплект складається з 40 роздільних пострілів (у Т-80УД він становив 45, але частину місця зайняло різне обладнання), які можуть бути підкаліберними, кумулятивними, уламково-фугасними або керованими ракетами. 28 пострілів перебувають у конвеєрі МЗ та ще 12 в інших місцях танка.
Допоміжне озброєння складається з кулеметів українського виробництва: спарений з гарматою 7,62-мм КТ-7,62 та 12,7-мм КТ-12,7 в зенітній установці закритого типу 1ЕЦ29М. Зенітний кулемет має кути наведення -5…+70° по вертикалі (причому, у діапазоні -3…70° він стабілізований) і ±75° по горизонталі. Прицілювання зенітної установки здійснюється за допомогою ТКН-5 та зенітного прицілу ПЗУ-7.

#### Система керування вогнем
Система керування вогнем танка (СКВТ) включає денний приціл навідника 1Г46М «Промінь», нічний приціл ТО1-КО1ЕR (хоча на сайті ХКБМ було зазначено тепловізійний приціл «Буран-Катрін-Е», на машини ЗСУ він не встановлювався), командирський комплекс ПНК-5 «Агат-СМ», балістичний обчислювач ЛІО-В (за іншими даними 1В528-2) з комплектом давачів, стабілізатор 2Е42М та інше обладнання. Під час модернізації 2018 року встановлено модернізований прицільний комплекс, зокрема додано тепловізійний приціл.
Денний приціл 1Г46М стабілізований у вертикальній і горизонтальній площинах, має вбудований лазерний віддалемір (віддаль вимірювання до 10 км) і канал керування протитанковою ракетою. Збільшення прицілу панкратичне, становить від 2,7 до 12 крат. Нічний тепловізійний приціл містить оптоелектронний прилад навідника, монітор і пульт керування командира. Командир також має свій монітор тепловізійного прицілу.
За допомогою СКВТ командир танка може брати контроль над гарматою та спареним кулеметом і самостійно вести вогонь. Командирський прицільно-спостережний комплекс ПНК-5 містить денно-нічний приціл ТКН-5 і давач положення гармати. ТКН-5 стабілізований у вертикальній і горизонтальній площинах, обладнаний лазерним віддалеміром, пристроєм введення бічних поправок і має три канали: денний однократний (збільшення 1×), денний багатократний (7,6×) і нічний (5,8×). Завдяки цьому пристрою командир має кращі можливості щодо самостійного виявлення та ураження цілей, ніж у Т-80У/УД та Т-90.
Балістичний обчислювач рахує балістичні поправки на основі таких даних: швидкість танка, віддаль і кутова швидкість цілі, кут крену осі цапф гармати, бічна складова швидкості вітру, курсовий кут. Вручну вносяться: температура повітря, температура гармати, температура заряду, зношення каналу ствола, тиск повітря тощо. Крім того, обчислювач розраховує момент підриву уламково-фугасного снаряда над ціллю. Також на танку встановлено давач початкової швидкості снаряда й систему врахування вигину каналу ствола СУІТ-1 (рос. СУИТ-1), яка передає інформацію до балістичного обчислювача після кожного пострілу.

### Силова установка

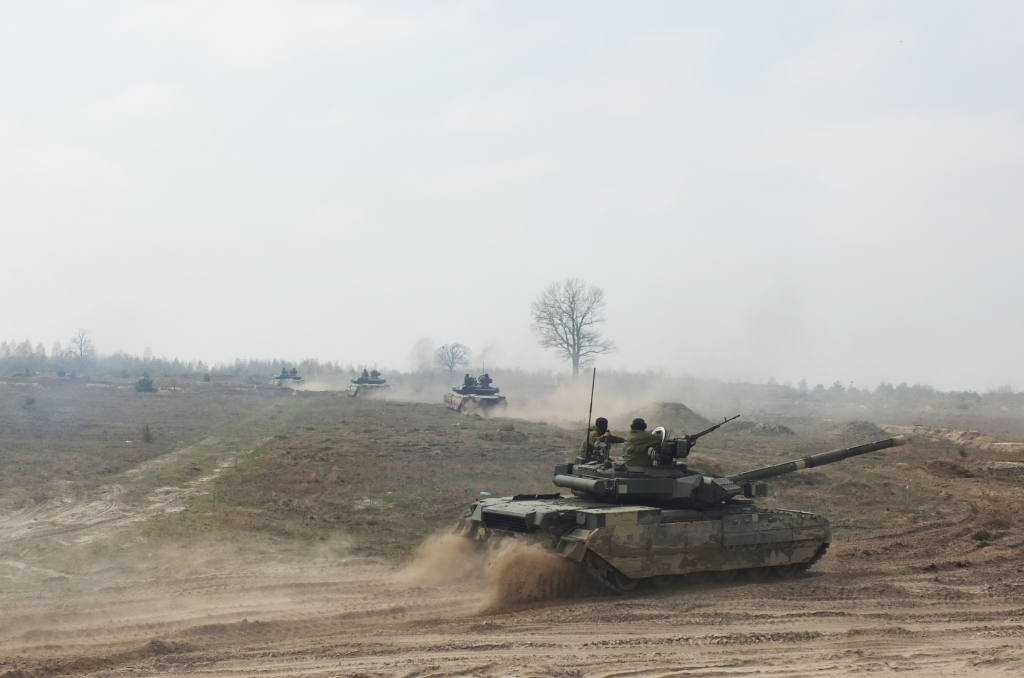
Вид на моторно-трансмісійне відділення. На правій надгусеничній полиці видно допоміжну силову установку.

Основним двигуном танка є 6ТД-2 потужністю 1200 к.с. (985 кВт) замість 6ТД-1 потужністю 1000 к.с. (746 кВт). Обидва є цілком взаємозамінними: вони мають однакові габарити та кріплення, для заміни одного на інший достатньо замінити кілька трубок для пального та мастила. Двигун обладнаний пристроєм попереднього підігрівання для запуску в холодну погоду та низкою автоматичних систем для керування рухом.
6ТД-2 є багатопаливним опозитним дизельним двигуном з рідинним охолодженням. Крім дизельного пального він може працювати на бензині, гасі або суміші різних видів пального в будь-яких пропорціях. Внутрішні баки містять 700 літрів пального, ще 440 л перебувають у зовнішніх баках на надгусеничних полицях. Запас ходу становить 400 км, для його збільшення можуть встановлюватись 2 додаткові 200-літрові баки, під'єднані до загальної системи, доводячи загальну місткість до 1640 л.
Іншою важливою відмінністю є вдосконалена трансмісія, яка надає танку максимальну швидкість до 72 км/год уперед і 32 км/год заднім ходом.

### Ходова

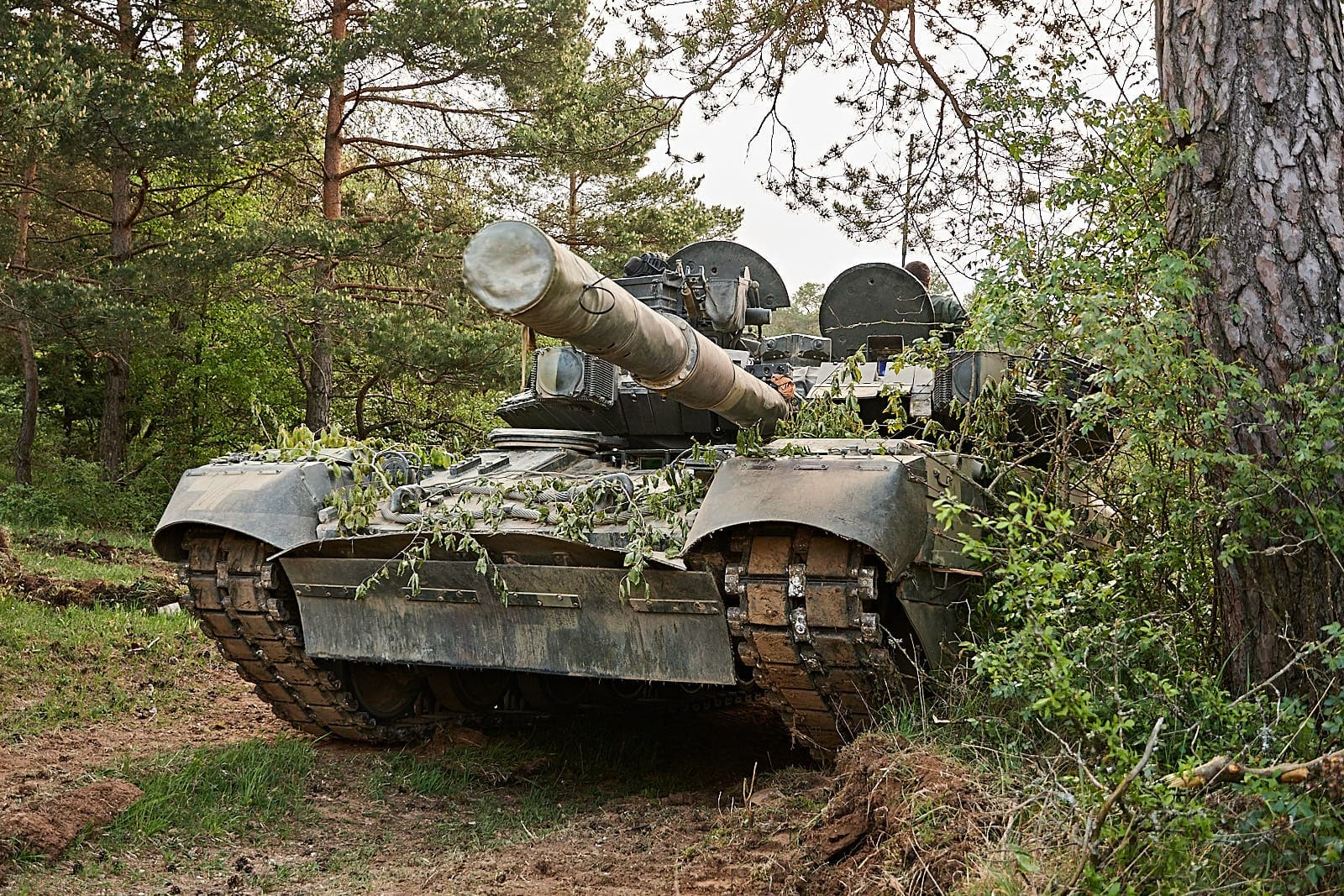
Детальний вид гусениці з асфальтохідними накладками

Попри початкові плани оснащення танка ходовою типу Т-64 з котками з внутрішньою амортизацією, танк усе ж отримав характерні для родини Т-80 котки з зовнішніми бандажами та гумовим покриттям внутрішньої частини гусениці. На зовнішньому боці гусениці можуть встановлюватись асфальтохідні накладки з полімерного матеріалу.
Підвіска індивідуальна торсіонна з шістьма гідроамортизаторами подвійної дії.

### Органи спостереження та керування
Типово для родини Т-80, механік-водій має три перископічні прилади спостереження. Для нічної їзди центральний прилад може замінюватись на активно-пасивний прилад нічного бачення ТВН-5 або ТВН-5М. Під час модернізації 2018 року було встановлено камеру заднього виду.
На експортній версії керування рухом мало відбуватись за допомогою штурвала замість традиційних для радянських танків важелів.

### Інше обладнання

#### Електрообладнання
На танку встановлено супутниковий навігаційний комплекс 1КРНА (за іншими даними СН-3700), що може використовувати GPS або ГЛОНАСС, забезпечуючи визначення координат танка з точністю до 20 метрів. Радіостанція Р-173-50К має дальність зв'язку до 50 км Під час модернізації 2018 року було встановлено захищені цифрові радіостанції.
Танк обладнано допоміжним силовим агрегатом ЕА-8А (рос. ЭА-8А) потужністю 8 кВт. Агрегат має вагу близько 300 кг, він розташований у коробі в задній частині правої надгусеничної полиці замість одного з зовнішніх паливних баків. Ця установка потрібна для живлення систем танка з вимкненим основним двигуном, а також може використовуватись для його пуску. Час неперервної роботи становить 24 год, витрата пального 3,6 кг/год. Основою агрегата є двоциліндровий чотиритактний дизельний двигун 2Ч з горизонтальним розташуванням циліндрів і рідинним охолодженням. Ціна агрегата склала $35 тис.

#### Зниження помітності
Для встановлення димової завіси танк має термодимову апаратуру та набір пускових установок, що відстрілюють димові або аерозольні гранати. Ці пускові розташовані на бортах башти по 6 штук і можуть використовуватись як самостійно, так і з КОЕП «Варта».
Для танка було розроблено маскувальну накидку «Контраст», що розсіює та поглинає інфрачервоне й радіо- випромінювання, суттєво знижуючи помітність танка. Також МТВ танка має теплоізоляційні екрани.

#### Допоміжне обладнання
Танк має систему колективного захисту від зброї масового ураження (СКЗ), швидкодійну систему протипожежного обладнання, обладнання для самоокопування, обладнання для підводного водіння танка (ОПВТ), кріплення для колійного ножового трала КМТ-6 або котково-ножового КМТ-7. Танк також має прилад радіохімічної розвідки ПРХР-М1.

## Модифікації

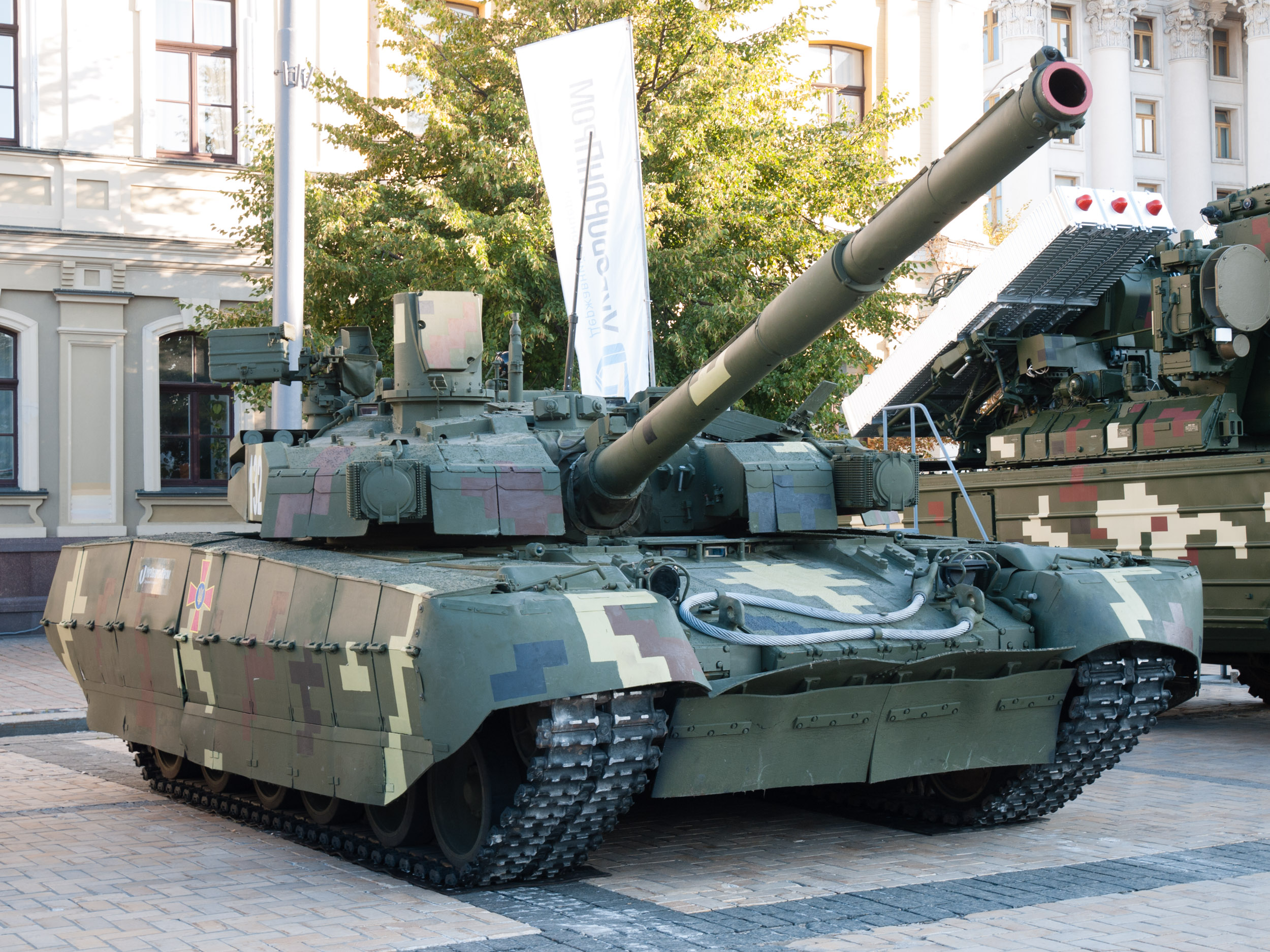
«Оплот-М», подальший розвиток Т-84

З огляду на відсутність чіткої межі між Т-80УД  й Т-84 та різні погляди в джерелах, нижче наведено об'єкти, що часто фігурують як прототипи Т-84.
- Об'єкт 478Д — дослідний зразок з КОЕП «Штора», пасивним нічним прицілом ТПН-4 «Буран-Е» та системою дистанційного підриву уламково-фугасних снарядів «Айнет». Двигун — 1200-сильний 6ТД-2, шасі частково запозичене в Т-64.[4][34][22]
- Об'єкт 478ДУ — дослідний зразок з 1000-сильним 6ТД-1 та ходовою зразка Т-64. Цей танк 1993 року було привезено для демонстрації до  Пакистану[35].
- Об'єкт 478ДУ1 — дослідний зразок з 1000-сильним 6ТД-1 та ходовою зразка Т-80. Цей танк 1993 було привезено для демонстрації до  Пакистану[35].
- Об'єкт 478ДУ2 — дослідний зразок зі зварно-катаною баштою, 6ТД-2 та «Шторою»[35][прим. 3]
- Об'єкт 478ДУ3 — зарезервоване найменування, прототип не створено[35].
- Об'єкт 478ДУ4 — дослідний зразок з покращеною трансмісією, що мала 7 передач переднього ходу та 3 заднього. Це збільшувало швидкість уперед з 60 до 73 км/год та назад до 32 км/год[35].
- Об'єкт 478ДУ5 — дослідний зразок з кондиціонером потужністю 4 кВт, розміщеним у боксі на кормовій частині башти, туди також перемістили частину боєкомплекту. На цьому зразку також випробували автоматичну трансмісію, систему керування зі штурвалом замість традиційних важелів керування та автоматизацію запуску двигуна з цифровими індикаторами показників роботи двигуна[35].
- Об'єкт 478ДУ6 — зарезервоване найменування, прототип не створено[35].
- Об'єкт 478ДУ7 — дослідний зразок для малайзійського тендера[35].
- Об'єкт 478ДУ8 — дослідний зразок[35].

- Т-84У[11] («Об'єкт 478ДУ9», в інших джерелах «Об'єкт 478ДМ») — серійний танк, прийнятий на озброєння 2000 року під назвою БМ «Оплот». Вперше показаний на IDEX-1999 під назвою «T-84M», а його допрацьований варіант — на IDEX-2001.[4] Відомий під назвами Т-84, Т-84 "Оплот", БМ «Оплот» зразка 1999 року[12][35].
- Т-84-120 «Ятаган» («Об'єкт 478Н») — дослідна модифікація Т-84 зі 120-мм гарматою та автоматом заряджання в баштовій ніші[35].
- БМ «Оплот» або «Оплот-М» («Об'єкт 478ДУ9-1» або «Об'єкт 478ДУ10»)[35] — розвиток танка Т-84У з покращеними характеристиками захисту та вогневої потужності. Візуально відрізняється за значно зміненою формою башти, бортовими екранами та панорамним приладом спостереження командира.

## Машини на базі танка
- БРЕМ-84 «Атлет» — броньована ремонтно-евакуаційна машина на базі Т-84У.
- БВМП-84 — експериментальна бойова машина піхоти на базі Т-84У.

## Характеристики
Нижче наведено показники, заявлені виробником на сайті
| Показники                   | Т-84 (1999)                                          | Т-84-120 «Ятаган» (2000)                             | Оплот-М (2009)                                         |
| --------------------------- | ---------------------------------------------------- | ---------------------------------------------------- | ------------------------------------------------------ |
| Вага                        | 48 т                                                 | 48 т                                                 | 51 т                                                   |
| Екіпаж                      | 3 ос.                                                | 3 ос.                                                | 3 ос.                                                  |
| Питома потужність           | 25 к.с./т                                            | 25 к.с./т                                            | 23,5 к. с./т                                           |
| Питомий тиск на ґрунт       | 0,93 кг/см²                                          | 0,93 кг/см²                                          | 0,97 кг/см²                                            |
| Діапазон робочих температур | від −40 до +50 °C                                    | від −40 до +55 °C                                    | від −40 до +55 °C                                      |
| Швидкість руху              |                                                      |                                                      |                                                        |
| по твердому покриттю        | 65—75 км/год                                         | 65—70 км/год                                         | 70 км/год                                              |
| по ґрунту                   | 45—50 км/год                                         | 45—50 км/год                                         | 40—45 км/год                                           |
| заднім ходом                | 32 км/год                                            | 32 км/год                                            | 32 км/год                                              |
| Запас ходу                  |                                                      |                                                      |                                                        |
| по шосе                     | 540 км                                               | 540 км                                               | 400 — 500 км                                           |
| по місцевості               | 350—400 км                                           | 350—400 км                                           | 350—450 км                                             |
| Двигун                      |                                                      |                                                      |                                                        |
| Тип                         | 6ТД-2                                                | 6ТД-2                                                | 6ТД-2Е                                                 |
| Потужність                  | 1200 к.с. (895 кВт) при 2600 об./хв                  | 1200 к.с. (895 кВт) при 2600 об./хв                  | 1200 к.с. (895 кВт) при 2600 об./хв                    |
| Підвіска                    | Торсіонна                                            | Торсіонна                                            | Торсіонна                                              |
| Трансмісія                  | механічна, планетарна, 7 передніх і 5 задніх передач | механічна, планетарна, 7 передніх і 5 задніх передач | автоматична, реверсивна, 7 передніх і 5 задніх передач |
| Озброєння                   |                                                      |                                                      |                                                        |
| основне                     | 125-мм гладкоствольна гармата КБА-3                  | 120-мм гладкоствольна гармата КБМ-2                  | 125-мм гладкоствольна гармата КБА-3                    |
| спарене                     | 7,62-мм кулемет КТ-7,62                              | 7,62-мм кулемет КТ-7,62                              | 7,62-мм кулемет КТ-7,62                                |
| зенітне                     | 12,7-мм кулемет КТ-12,7                              | 12,7-мм кулемет КТ-12,7                              | 12,7-мм кулемет КТ-12,7                                |
| Боєкомплект                 |                                                      |                                                      |                                                        |
| для основного озброєння     | 40 пострілів (28 у конвеєрі)                         | 40 пострілів (22 у конвеєрі)                         | 46 пострілів (28 у конвеєрі)                           |
| для спареного кулемета      | 1250 набоїв                                          | 4000 набоїв                                          | 1250 набоїв                                            |
| для зенітного кулемета      | 450 набоїв                                           | 450 набоїв                                           | 450 набоїв                                             |
| Подолання перешкод          |                                                      |                                                      |                                                        |
| кут підйому                 | 32°                                                  | 32°                                                  | 32°                                                    |
| кут нахилу                  | 36% (не менш ніж 19,8°)                              | 36% (не менш ніж 19,8°)                              | 25°                                                    |
| вертикальна стіна           | 1 м                                                  | 1 м                                                  | 1 м                                                    |
| ширина рову                 | 2,85 м                                               | 2,85 м                                               | 2,85 м                                                 |
| Глибина водної перешкоди    |                                                      |                                                      |                                                        |
| без підготовки              | 1,8 м                                                | 1,8 м                                                | 1,8 м                                                  |
| з підготовкою               | 5 м                                                  | 5 м                                                  | 5 м                                                    |

## Оператори
Поточні оператори
- Україна — 5 машин у строю станом на 2024 рік.[38]

Невдалі контракти
- Греція — Т-84 програв на тендері у Греції у 1998 році, змагаючись проти американського M1A2 Abrams, британського Challenger 2E, німецького Leopard 2A5, російського Т-80У та французького Leclerc[7]. Танк зазнав низки суттєвих несправностей і показав найнижчий результат, програвши «Леопарду»[12][39].
- Малайзія — брав участь у тендері 2000 року разом з польським PT-91, російським Т-90С і шведським CV90120. Тендер виграв PT-91[7].
- Туреччина — Т-84-120 «Ятаган» брав участь у тендері на основний танк, що тривав з 1997 до 2005, однак Туреччина обрала модернізацію своїх M60 і закупівлю вживаних німецьких Leopard 2A4[7].

Інше
- США — 2003 року США придбали в України 4 зразки Т-84 під назвою Т-80УД. Один танк із системою «Дрозд» використовувався на тренуваннях у 2020—2021 роках[12][40][41][42].

### Україна

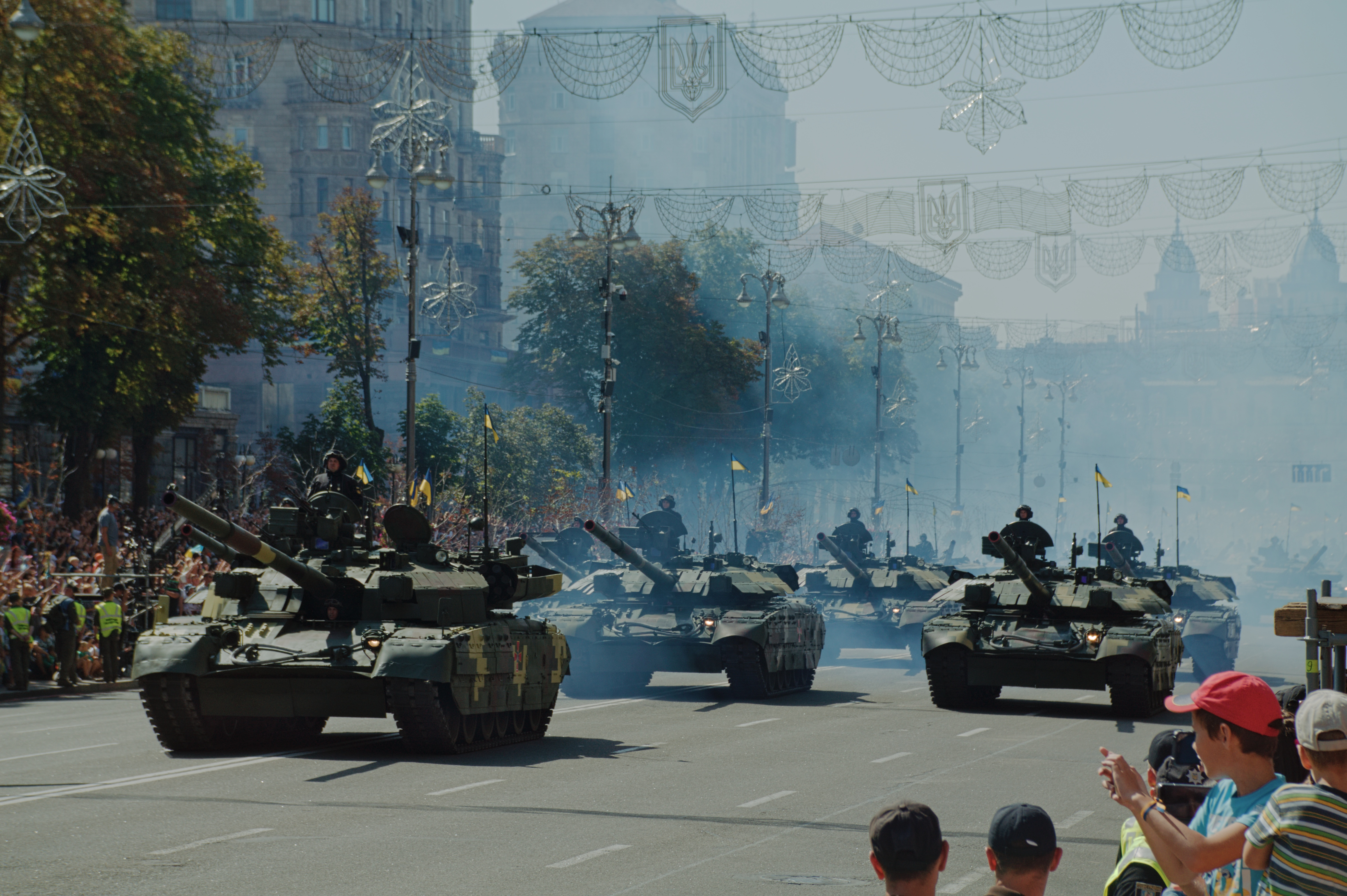
Військовий парад на честь Дня Незалежності, 2018 рік. На передньому плані Т-84-120 «Ятаган», на задньому Т-84 «Оплот»

Попри прийняття Т-84У на озброєння 2000 року, виробництво не розпочалось через брак коштів. Того ж року дослідний «478ДУ9» пройшов на параді на честь Дня Незалежності в голові колони Т-64.
2001 року кошти все ж виділили, але тільки на 10 одиниць на загальну суму 78,8 млн грн або $14,6 млн (7,88 млн ₴ або $1,46 млн за одну машину). Вони пройшли парадом на 10-річчя незалежності, після чого були відправлені на допрацювання на заводі та надійшли на озброєння 72-ї механізованої дивізії. Втім, завод отримав лише 20 % від вартості контракту, а замість доплати отримав назад танки. 4 з них продали в США в 2003 році, коли США закупляли техніку інших країн для оцінки..
В червні 2016 року Міністерство оборони України підписало контракт з підприємством «Завод імені В. О. Малишева» на відновлення і часткову модернізацію танків. Тривалий час танки Т-84 першого покоління перебували на зберіганні ряду частин збройних сил України, тому для відновлення і поліпшення їхнього технічного стану було вирішено провести ремонт.
2018 року модернізовані танки передали до 14-ї окремої механізованої бригади, того ж року в її складі вони взяли участь у навчаннях Combined Resolve X і змаганнях Strong Europe Tank Challenge 2018. На навчаннях завдання було виконано успішно, а на змаганнях українська команда зайняла останнє 8-ме місце. Командир команди Роман Багаєв пізніше розповідав, що причиною поразки стали несправності озброєння та інших систем танків: у них клинив механізм заряджання, виходили з ладу проводка та стабілізатор. Після того танки відправили на повторний ремонт і зрештою надали їх до танкового інституту при НТУ «Харківський політехнічний інститут».
В лютому 2019 року директор ХБТЗ Олександр Столярчук заявляв про початок модернізації Т-80УД до рівня Т-84У.
Видання The Military Balance фіксувало 10 Т-84 на зберіганні станом на 2018 рік. У 2020 зафіксовано 6 машин у строю, а в 2021—2024 їх 5

## Бойове застосування
У травні 2022 року стало відомо про участь Т-84У в бойових діях у ході російського вторгнення в Україну. Відомо про застосування такого танка в складі 3 ОТБр на Харківщині та Донеччині. У лютому 2023 року з'явилось відео влучання дрона-камікадзе «Ланцет» у танк, однак масштаб ушкоджень невідомий.
Українські військові відзначили високу маневреність танку, особливо швидкість заднього ходу, яка врятувала танкістів під час одного з боїв. Також Т-84 має перевагу над іншими танками радянського виробництва за рахунок більш якісних тепловізорів та систем наведення і прицілювання.

## У культурі

### Зображення на російській монеті

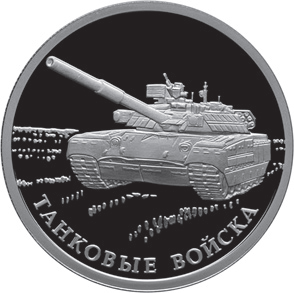
Український танк Т-84У «Оплот» на російській ювілейній монеті

Український танк Т-84У «Оплот» помилково зображено на російській срібній ювілейній монеті Центрального банку Російської Федерації, випущеній 2010 року.
У серію «Танкові війська», за задумом виробників, мали увійти три монети: емблема танкових військ, перший радянський танк КС і сучасний російський танк. Однак, замість сучасного російського танка на монеті український Т-84У, зображення якого взято з сайту ХКБМ. Танк вирізняється характерними низькими екранами, відсутніми на російських танках на той час. Усього було викарбувано 5 тисяч срібних монет (маса дорогоцінного металу в чистоті 7,78 г, проба сплаву 925) номіналом 1 рубль з українським танком.